# Liste der Bodendenkmale in Panten
In der Liste der Bodendenkmale in Panten sind die Bodendenkmale der Gemeinde Panten nach dem Stand der Bodendenkmalliste des Archäologischen Landesamts Schleswig-Holstein von 2016 aufgelistet.
| Denkmal-ID           | Befundart          | Bezeichnung                               | Zeitstellung | Lage | Bemerkungen | Bild |
| -------------------- | ------------------ | ----------------------------------------- | ------------ | ---- | ----------- | ---- |
| aKD-ALSH-Nr. 000 862 | Befestigung > Burg | Burg/Motte/Ringwall/Turmhügel „Steinburg“ | Mittelalter  |      |             |      |